# Ci sposeremo a Capri
Ci sposeremo a Capri è un film del 1956 diretto da Siro Marcellini.

## Trama
Raffaele Somma e Pasquale Caputo, già amicissimi, sono diventati nemici da quando Pasquale ha aperto una ricevitoria del Totocalcio nel rione in cui è posto l'antico botteghino del lotto di Raffaele. Ora accade che Raffaele, nipote di Raffaele Somma, e Maria, figlia di Pasquale, s'amino segretamente e che un'amica di famiglia, che li ha visti nascere, favorisca la loro innocente passione. Quando se n'avvede, Pasquale manda Maria a Capri da una zia. Intanto Raffaele Somma, colpito da esaurimento nervoso, lascia temporaneamente il suo botteghino, e dovendo prendersi un po' di riposo, va anche lui a Capri. Una domenica arriva a Capri il nipote, che vuol vedere Maria, e poiché zio e nipote scendono, senza saperlo, allo stesso albergo e ognuno dei due ignora la presenza dell'altro, l'omonimia crea una serie d'equivoci. Alla fine però tutto si chiarisce e mentre i due amici si rappacificano e fondono le loro aziende, Raffaele e Maria vedono tramutarsi in realtà il loro sogno d'amore.

## Colonna sonora
Oltre alla colonna sonora originale, il film ha numerose canzoni:
- Ci sposeremo a Capri (A. Ferrigno - U. Martucci - F. De Stabia) e Tutto è bello (C'est si bon) (Betti - Homez - Larici - Rastelli), cantate dal Quartetto 2+2
- Giuvanne cu 'a chitarra (S. Canzio - N. Oliviero), cantata da Gino Latilla e Carla Boni
- 'O surdato 'nnammurato (A. Califano - E. Cannio)
- Qui sotto il cielo di Capri (E. Bonagura - A. Fragna)
- La pansé (Rendine - Pisano - Cioffi)